# Municipio de Stokes (condado de Itasca)
El municipio de Stokes (en inglés: Stokes Township) es un municipio ubicado en el condado de Itasca en el estado estadounidense de Minnesota. En el año 2010 tenía una población de 230 habitantes y una densidad poblacional de 1,55 personas por km².

## Geografía
El municipio de Stokes se encuentra ubicado en las coordenadas 47°40′44″N 93°40′12″O / 47.67889, -93.67000. Según la Oficina del Censo de los Estados Unidos, el municipio tiene una superficie total de 148.36 km², de la cual 135,9 km² corresponden a tierra firme y (8,4 %) 12,46 km² es agua.

## Demografía
Según el censo de 2010, había 230 personas residiendo en el municipio de Stokes. La densidad de población era de 1,55 hab./km². De los 230 habitantes, el municipio de Stokes estaba compuesto por el 94,35 % blancos, el 0,43 % eran afroamericanos, el 2,17 % eran amerindios, el 2,17 % eran asiáticos y el 0,87 % eran de una mezcla de razas. Del total de la población el 0,43 % eran hispanos o latinos de cualquier raza.